# Juscelino Kubitschek
Juscelino Kubitschek de Oliveira, cunoscut în afara Braziliei mai ales ca Juscelino Kubitschek (n. 12 septembrie 1902, Diamantina, statul Minas Gerais — d. 22 august 1976, Resende, statul Rio de Janeiro) a fost președintele Braziliei în perioada 1956 - 1961. Kubitschek a fost una din personalitățile braziliene care a militat pentru modernizarea Braziliei; el a fost unul dintre inițiatorii fondării orașului Brasilia, actuala capitală a statului.

## Biografie
Mama sa, Julia, imigrantă cehă, de etnie romă, a fost profesoară. A absolvit în 1927 Facultatea de Medicină la Universitatea din Minas Gerais și a efectuat stagii în chirurgie la Paris, Berlin și Viena.

### Carieră politică
Cariera politică a lui Juscelino Kubitschek a început în 1933, când i s-a propus să devină șeful Cabinetului Civil din Minas Gerais.
În 1934 a fost ales pentru Camera Federală a Deputaților ca membru al Partido Progressista (Partidul Progresist).
A fost ales primar al orașului Belo Horizonte, ca membru al Partido Social Democratico (Partidul Social Democrat) în anul 1940. În timpul mandatului său, a crescut nivelul de investiții și îmbunătățirile în infrastructură. În anul 1945 Juscelino Kubitschek a fost ales din nou în Congresul Braziliei, apoi a devenit guvernator în 1950.
În 1955 a candidat la președinția țării și a fost instalat oficial pe data de 31 ianuarie 1956. Deviza campaniei electorale a fost: „Cincizeci de ani de progres în cinci”. Când armata a preluat conducerea țării, drepturile politice ale lui Kubitschek au fost suspendate pentru o perioadă de zece ani, astfel acesta a decis să plece în exil în Europa și Statele Unite. S-a întors în Brazilia în 1967.

### Decesul
La nouă ani după ce s-a întors în patria sa, în 1976, a murit într-un accident de mașină care s-a produs pe autostrada dintre Sao Paulo și Rio de Janeiro pe 22 august 1976. La înmormântare au participat aproximativ 350.000 de oameni.  În 1981, rămășițele sale au fost reîngropate în Memorialul JK, un mausoleu din Brasilia.
În 2007 a fost înființat Institutul de Cetățenie Socială Juscelino Kubitschek. Această organizație non-profit s-a implicat în multe domenii de activitate precum educație, asistență socială, sănătate, cultură și sport.